# 古士里站
古士里站（：／ Gosa-ri yeok */?）是位于韩国江原道三陟市道溪邑的一座铁路站，属于岭东线。

## 历史
- 1940年7月31日 - 落成使用[1]。

## 相鄰車站
韓國鐵道公社
嶺東線
道溪－古士里－下古士里